# Глазырин, Константин Константинович
Константин Константинович Глазырин (род. 11 ноября 1988, Севастополь, СССР) — российский профессиональный баскетболист, играющий на позиции центрового. Выступает за баскетбольный клуб «Русичи».

## Карьера
Константин начал заниматься баскетболом в ДЮСШ №2 города Севастополя. Приняв участие в первых соревнованиях, Глазырина заметил директор киевского спортивного интерната. Получив приглашение продолжить обучение в Киеве, Константин переехал в столицу Украины. После окончания обучения, в качестве начала профессиональной карьеры был выбран днепропетровский «Днепр», за который выступал на протяжении семи сезонов.
Перед началом сезона 2014/2015 перешёл в клуб «Тимба», сыграв в чемпионате Румынии 12 игр, проводя в среднем 29,9 минуты и набирая 14 очков, 5,9 подбора, 0,8 передачи, 0,5 блок-шота, 0,5 перехвата в среднем за игру. Константину пришлось покинуть клуб из-за отсутствия разрешения на работу, которую румынский клуб забыл оформить.
В начале 2015 года сменил украинское гражданство на российское.
В марте 2015 года перешёл в «Спартак-Приморье». В составе команды стал серебряным призёром Суперлиги и бронзовым призёром Кубка России. Статистика в сезоне составила: 20 игр, 25:47 мин., 10,6 очка, 4 подбора, 0,6 передачи, 0,8 перехвата, 0,3 блок-шота.
Сезон 2015/2016 Глазырин провёл в «Сахалине», став чемпионом Суперлиги-1.
В ноябре 2016 года подписал контракт с «Темп-СУМЗ-УГМК».
В сентябре 2019 года Глазырин стал игроком «Иркута». По итогам досрочно завершённого сезона 2019/2020 в Суперлиге-2 Глазырин был включён в символическую пятёрку турнира как «Лучший тяжёлый форвард».

## Достижения
- Чемпион Суперлиги: 2015/2016
- Серебряный призёр Суперлиги: 2014/2015
- Серебряный призёр Суперлиги-2 дивизион: 2021/2022
- Бронзовый призёр Суперлиги-2 дивизион: 2017/2018
- Обладатель Кубка Украины: 2010/2011
- Бронзовый призёр Кубка России: 2014/2015